# Sixteen Mile Stand
Sixteen Mile Stand – jednostka osadnicza w Stanach Zjednoczonych, w stanie Ohio, w hrabstwie Hamilton.